# ニッポン放送ニュース・交通情報・天気予報
ニッポン放送ニュース・交通情報・天気予報（ニッポンほうそうニュース・こうつうじょうほう・てんきよほう）は、ニッポン放送で放送されている番組である。

## 概要
1958年11月に、フジテレビ・文化放送・ニッポン放送の放送三社と産経新聞社の協力関係が確立した事により、ニッポン放送のニュースも1959年2月2日より産経新聞協力による定時ニュースを『産経婦人ニュース』『産経家庭ニュース』など一部番組から導入。1963年10月1日よりニッポン放送も全てのニュースが産経新聞提供に切り替わった。題字がカタカナだった1988年5月までは「サンケイ ニュース」と、現在の漢字に戻してからは「産経新聞ニュース」としており、2018年4月時点で、『上柳昌彦 あさぼらけ』内平日5時台冒頭、『高田文夫のラジオビバリー昼ズ』内の平日正午前、月 - 木曜『辛坊治郎ズーム そこまで言うか!』、金曜『うどうのらじお』内の平日17時は『産経新聞ニュース』のタイトルで放送している。
ニュースと交通情報の汎用ジングルは過去に幾度か変更されている。現在使用されているものは2011年8月1日付より使用開始。中塚武の作曲。

## ニッポン放送ニュース・産経新聞ニュース
番組制作はニッポン放送報道部が担当しており、ニュース ソースのメインは産経新聞とされているが、クレジット読み上げが無いが共同通信の配信原稿や自社取材音源やレポートを織り込んで放送しており、そのため一部のリスナーから見出しや内容に度々指摘があるために『飯田浩司のOK! Cozy up!』のパーソナリティである、飯田浩司が「報道部の名誉として」共同のヘッドラインについて言及している。主に平日は報道部記者が、週末はニッポン放送のアナウンサー。または契約アナウンサーが担当する
ニッポン放送制作のNRNネットワークニュースゾーンは『お早うネットワーク』のみであり、純粋な「ニュース」の枠は原則文化放送が担当するため、定時ニュースはすべてニッポン放送ローカルとなる。ただし、一部のニュースは「コーナー扱い」で流れるほか、レギュラー番組中に報道特番体制となった場合はそのままネット局へ配給される。

### 放送時間・担当者
※2023年10月時点
★：産経新聞ニュース、☆：天気予報を兼ねる、(N)はネット局へ配給。
2021年4月12日から11月12日まで、平日11:20に、2022年1月24日から平日12:37ごろに『1都3県 新型コロナウイルスワクチン接種情報』が編成されている
2020年度以降の平日及び週末ナイターオフ枠番組において、録音番組が多数を占めていることもあり、廃止となった。
ただし、内閣や地方自治体首長の記者会見などが挟み込まれる場合、生パートで森田耕次を含めた報道部ニュースデスクが進行としてスタジオ入りする。

#### 平日
上柳昌彦 あさぼらけ
（(N)4:40/5:05★）
- 月：渡辺一宏
- 火：上村貢聖
- 水：柿崎元子／佐藤哲也（2022年5月から隔週）
- 木：岡宏
- 金：遠藤竜也

飯田浩司のOK! Cozy up!
（6:05/6:49）
- 新行市佳

垣花正のあなたとハッピー!／春風亭一之輔のあなたとハッピー!
（8:45/10:27）
前者は8時台、後者は10時台
- 月：渡辺一宏・岡宏
- 火：上村貢聖・畑中秀哉
- 水：柿崎元子／佐藤哲也（2022年5月から隔週）・遠藤竜也
- 木：岡宏・宮崎裕子
- 金：遠藤竜也・畑中秀哉

高田文夫のラジオビバリー昼ズ
（11:52★）
- 月：岡宏
- 火、金：畑中秀哉
- 水：遠藤竜也
- 木：宮崎裕子

ザ・ラジオショー
（13:51/14:52）
※祝日時は都内新型コロナ感染者数報告生ナレ含め、『ラジオリビング』担当の月 - 木曜：前島花音、金曜：東島衣里
- 月：宮崎裕子
- 火：遠藤竜也
- 水 - 金：森田耕次

月 - 木曜
辛坊治郎ズーム そこまで言うか!
（16:00/17:03★）
- 月：宮崎裕子
- 火：遠藤竜也
- 水、木：森田耕次

金曜
うどうのらじお
（15:50/17:00★）
- 森田耕次

月曜
ショウアップナイタープレイボール
（ナイターシーズン、17:35）
- 上村貢聖

火 - 金曜
ニッポン放送ショウアップナイター
（ナイターシーズン、5回イニング終了直後のインターバル）
- 火：箱崎みどり
- 水・木：東島衣里
- 金：坂本梨紗

オールナイトニッポン MUSIC10
（(N)月 - 木 23:30☆）
- 月：上村貢聖
- 火：柿崎元子／佐藤哲也（2022年5月から隔週）
- 水：岡宏
- 木：遠藤竜也

#### 土曜
徳光和夫 とくモリ!歌謡サタデー
（5:11☆/6:53☆/7:30☆）
- 佐藤哲也（ただし、天気は6時台のみ。5時台・7時台は別途BGM付きで石川みゆきが伝える）

八木亜希子 LOVE&MELODY
（8:50☆）
- 藤原高峰

ゴッドアフタヌーン アッコのいいかげんに1000回
（11:55☆）
サンドウィッチマン ザ・ラジオショー サタデー
（13:55/14:55）
なにわ男子の初心ラジ!
※都内新型コロナ感染者数報告生ナレ
- 箱崎みどり

ニッポン放送ショウアップナイター
（ナイターシーズン、5回イニング終了直後のインターバル）
- 森田耕次

#### 日曜
ひろたみゆ紀のサンデー早起き有楽町
（5:01☆/6:01☆）
イルカのミュージックハーモニー
（7:55☆/8:55☆）
- ひろたみゆ紀

三宅裕司のサンデーヒットパラダイス
（9:50/10:50）
土田晃之 日曜のへそ
（12:53☆/14:55）
笑福亭鶴瓶 日曜日のそれ
（17:22☆）

※かつては『日曜日のそれ』内の16:53頃から放送されていたが、2024年4月以降は『日曜日のそれ』本編を17:22に終了させ、その直後に流す形に変更された。
- 内田雄基

ニッポン放送ショウアップナイター
（ナイターシーズン、5回イニング終了直後のインターバル）
- くり万太郎（ナイター中継がない場合）／内田雄基

## ニッポン放送交通情報・ニッポン放送首都高速ルート情報
都内を中心に隣接県の交通情報を、日本道路交通情報センター東京センター（警視庁新橋庁舎・交通管制センター内にあるため、警視庁と呼ばれる）、夜間・早朝・土日祝日と東日本地域全体の情報は九段センター、「首都高速ルート情報」は首都高速センターのスタジオから、日本道路交通情報センター職員が伝える。なお東京都以外の各地域の交通情報は、各県警の交通情報センターのスタジオからフリーアナウンサー(ニッポン放送#支局アナウンサーを参照)が伝えていた。また、リレー形式で複数のセンターに呼びかけるケースもあったが、2012年に夕方の『首都高ハイウェイ情報』廃止と共になくなり、その時刻の担当職員が首都高と一般道の情報を1人で伝えるようになっていった。
かつて自社番組で交通管制センターに密着した際のインタビューによれば、首都高センターは主に首都高速道路に関する情報、九段センターは高速道路全般の情報、警視庁センターは都内の一般道の情報がそれぞれ豊富だという。
また、ゴールデンウィークやお盆、シルバーウィーク、年末年始の時期に関しては「ニッポン放送 （ゴールデンウィーク、夏休み、シルバーウィーク、年末、お正月、年始） 交通情報」に変更される。
2023年1月31日からすべての交通情報で各項にあるような区分けをなくし、「日本道路交通情報センターの〇〇さん」との呼びかけに統一。『首都高速ルート情報』の呼称も1月30日の放送をもって廃止した。

### 放送時間
2023年2月時点
★：首都高速ルート情報
平日
- 6:13/6:40/7:08/7:25/7:53/8:28/8:58/9:51/10:53/11:57/12:28★/13:56/14:56/15:57(月~木)/15:55(金)/16:36(月～木)/16:56/17:25(月～木)/18:55(火～金)/19:55(火~金)/20:55(火~金)/21:12(火～金)

土曜日
- 6:56/7:35/8:54★/8:56/9:34/9:57/10:28/10:44/11:57/12:29★/12:57/13:57/14:57/16:47/18:27/18:55、19:55、20:55

日曜日
- 6:54/7:28/7:57/8:28/8:57/9:28/9:29★/9:56/10:28/10:56/11:52/12:28/12:57/13:17/13:58/14:57/17:27/19:58

## ニッポン放送天気予報

### 放送時間
2021年10月時点
：【凡例】☆：ニュースとセットで放送／全：全国の天気予報／ベ：同局5階ベランダからの天気予報（土曜は『八木亜希子 LOVE&MELODY・ベランダ予報』、日曜は『三宅裕司のサンデーヒットパラダイス・田上が走る!』）／(N)：ネット局へ配給
平日
- 4:30（(N) 全／火～金）/5:00/6:14/6:38/7:24/8:22（べ／月〜木）/8:50☆/9:54/10:52/11:56/13:54/14:54/15:52/16:56/17:56（ナイターオフのみ）/21:10（火～金）/23:30☆（(N) 全／月～木）

土曜日
- 5:14/6:08/6:53/7:32/9:05（ベ）/11:25/11:55☆/12:25/13:55/14:53/15:51☆

日曜日
- 5:01☆/6:01☆/7:55☆/8:55☆/9:50（中）/10:50（中）/11:22（中）/12:51☆/13:33/17:25

## 特別番組放送時
特別編成となった場合、放送時間が変更となるほか、放送展開が基本的に優先され、回数が減少する。
『ラジオ・チャリティ・ミュージックソン』
- 6時台 - 18時台の毎時58分頃から番組のテーマソングである「夢のトランペット」に載せて交通情報を伝える。また、1日目の17時台と2日目の6時台[11]はニュースと天気予報を55分から組み込む。

『オールナイトニッポン周年特番』などの大型特番
- ミュージックソン以上に番組展開が優先されるが、概ね上記の時間で構成される。ただし、『オールナイトニッポン』に関しては番組の区切りの構成上、各パーソナリティの担当枠の末尾5分となり、交通情報も2時間おきとなる。

収録番組
- 番組によっては交通情報等を組めるようにブロック分けすることもあるが、終了後に必ず交通情報を組み込む。